# I Ran (So Far Away)
I Ran (So Far Away) è un singolo del gruppo musicale britannico A Flock of Seagulls, pubblicato nel 1982 come terzo estratto dal primo album in studio A Flock of Seagulls.

## Il brano
Il brano è il maggior singolo di successo del gruppo, arrivato in cima alle classifiche australiane e alla numero sette e nove rispettivamente in Nuova Zelanda e negli Stati Uniti. Al contrario in Uk falliranno, non entrando nella top 40 (si fermarono alla posizione numero 43).

## Video musicale
Il videoclip, diretto da Tony van den Ende, mostra i membri del gruppo esibirsi in una stanza ricoperta da fogli di alluminio e specchi, anche se nonostante ciò in molte inquadrature si possono notare le telecamere che li riprendono. Il video, un omaggio alla cover dell'album (No Pussyfooting) di Brian Eno e Robert Fripp, ha avuto un'alta rotazione sui canali MTV, contribuendo al successo del brano.

## Tracce

### 7": Jive. / Jive 14 United Kingdom
1. I Ran – 3:56
2. Pick Me Up – 3:06

### 12": Jive. / Jive T 14 United Kingdom
1. I Ran – 5:02
2. Messages – 2:50
3. Pick Me Up – 3:06

1. I Ran – 4:00
2. Messages – 2:50
3. Pick Me Up – 3:06

## Cover
Il brano ha ricevuto molte cover, tra cui:
- Tori Amos ha reinterpretato nella tappa a Denver del suo "Original Sinsuality and Summer of Sin" tours. Questa cover la si può trovare nel terzo cd dell'album The Original Bootlegs.
- La band Bowling for Soup ha cantato una cover e includendola nella riedizione del 2003 del loro album Drunk Enough to Dance. Inoltre il brano è stato utilizzato come sigla americana dell'anime Saint Seiya trasmessa su Cartoon Network.
- Nel 2016 una cover band anni '80 la esegue durante il film La La Land.